# Gisella Perl
Pour les articles homonymes, voir Perl.
Gisella Perl (née le 10 décembre 1907 à Sighetu Marmației (Sighet) en Transylvanie et morte le 24 novembre 1988 à Herzliya en Israël) est une gynécologue américaine, rescapée d'Auschwitz.

## Biographie
À l'époque de sa naissance la Transylvanie fait partie de l'Empire austro-hongrois avant de devenir une province roumaine après la Première Guerre mondiale. Juive, elle parvient à faire des études de médecine et devient gynécologue. Pour obtenir de son père l'autorisation de faire des études, elle lui a promis qu'elle resterait une « vraie juive ». Elle exerce sa profession à l'hôpital de Sighet jusqu'à l'invasion allemande en mars 1944. Les juifs de Sighet sont enfermés dans un ghetto. Gisella Perl est réquisitionnée pour organiser l'hôpital du ghetto. Son mari devient le président du Conseil juif du ghetto. Les occupants du ghetto sont déportés à Auschwitz en deux semaines.
Elle est déportée à Auschwitz où elle est affectée à l'hôpital du camp. Elle est témoin des expérimentations médicale des nazis. Un jour, elle voit sept cents jeunes femmes juives allongées par terre à qui les SS prélevaient du sang. En tant que médecin, elle ne peut pratiquement rien faire pour aider les femmes qui arrivent au Revier. Sa principale aide consiste à leur parler pour les réconforter. S'occuper des femmes enceintes devient peu à peu sa principale raison de lutter. Elle les fait avorter ou accoucher clandestinement pour les sauver des expérimentations des SS.
Elle est témoin du sadisme de la garde Irma Grese, réputée pour son extrême cruauté. Sous la menace d'un révolver, Gisella Perl doit procéder à l'avortement d'Irma Grese qui ne veut pas mener à terme sa grossesse.
En janvier 1945, elle passe quelque temps dans un camp de travail près de Hambourg avant d'être évacuée à Bergen-Belsen le 7 mars 1945. Elle découvre l'effondrement de l'administration du camp face à l'avancée des alliés. Les appels cessent, les détenus ne sont plus alimentés. Les cadavres pourrissent dans les baraquements ou en dehors. Elle voit des rats s'attaquer à des prisonniers encore vivants et même des déportés affamés se nourrissant de la maigre chair des morts. Le lendemain de son arrivée elle reconnaît son frère et sa belle-sœur parmi un amas de cadavres.
À la libération, elle se met à la recherche de sa famille. Elle apprend que son mari a été battu à mort et que son fils a été gazé. Désespérée, elle tente de se suicider. Après être restée quelque temps en France, elle émigre aux États-Unis en 1947.
Elle commence tout de suite à témoigner au nom des six millions de morts. Elle fait l'objet d'un article dans le magazine américain Time en 1948. Elle écrit I was a doctor in Auschwitz publié pour la première fois en 1948 et raconte les expériences médicales auxquelles elle a été confrontée durant sa déportation. C'est le premier témoignage à décrire avec autant de précision la cruauté et le sadisme des SS, notamment dans les hôpitaux. Elle décrit le manque d'hygiène total dans lequel doivent tenter de survivre les déportés.
Au début des années 1950, elle reprend son activité médicale à New-York. Elle devient l'une des pionnières du planning familial aux États-Unis. En 1979, elle choisit d'émigrer en Israël où elle meurt le 24 novembre 1988.
Son livre qui fait référence dans le monde anglo-saxon n'a pas été traduit en français. Sorti en 2003, le film Out of the Ashes (en) s'inspire de son histoire.